# Strossmayeria sordida
Strossmayeria sordida är en svampart som först beskrevs av E.K. Cash, och fick sitt nu gällande namn av Iturr. 1990. Strossmayeria sordida ingår i släktet Strossmayeria och familjen Helotiaceae.   Inga underarter finns listade i Catalogue of Life.